# عشاء بيرنز

عشاء بيرنز هو احتفال بحياة وشِعر الشاعر روبرت بيرنز (25 يناير 1759 - 21 يوليو 1796)، مؤلف العديد من القصائد الاسكتلندية . تُقام حفلات العشاء عادة في يوم عيد ميلاد الشاعر في 25 يناير أو بوقت قريب منه، والمعروف باسم ليلة بيرنز ( (بالإسكتلندية: Burns Nicht)‏ (بالغيلية الإسكتلندية: Oidhche na Taigeise))  ويسمى أيضًا يوم روبرت بيرنز أو يوم رابي بيرنز (أو يوم روبي بيرنز في كندا). ومع ذلك، من حيث المبدأ، يجوز إقامة الاحتفالات في أي وقت آخر من السنة. تقام وجبات عشاء بيرنز في جميع أنحاء العالم.  

## تاريخ

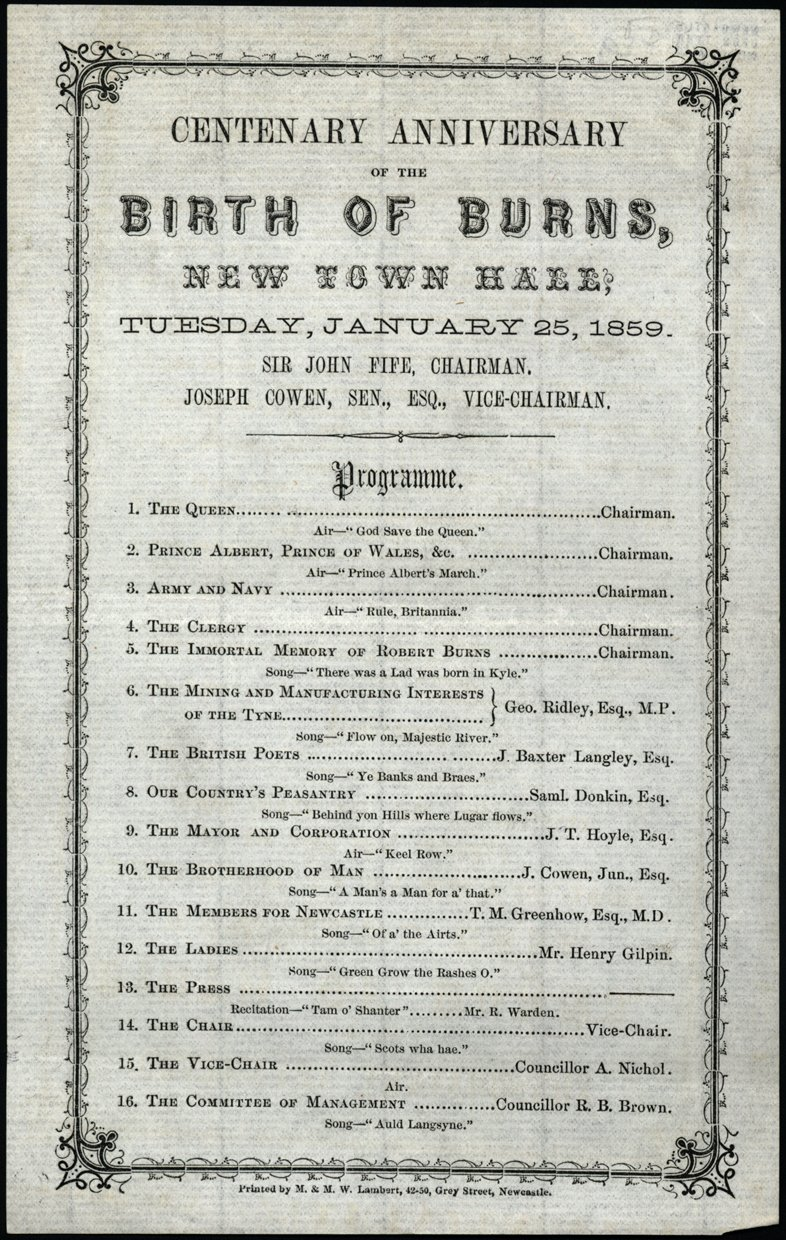
برنامج لحدث "ولادة بيرنز" عام 1859، أقيم في نيوكاسل أبون تاين ، إنجلترا (نسخة مكتوبة)

أقام أصدقاء بيرنز العشاء الأول تخليدًا لذكره في كوخ بيرنز في أيرشاير في 21 يوليو 1801، الذكرى السنوية الخامسة لوفاته؛  وقد أصبح حدثًا منتظمًا منذ ذلك الحين. تأسس أول نادي بيرنز الذي لا يزال موجودًا في غرينوك عام 1801 على يد التجار الذين ولدوا في أيرشاير، وكان بعضهم يعرف بيرنز. أقيم عشاء بيرنز الأول في 29 يناير 1802 أعتقادا منهم أنه يوم عيد ميلاده ، ولكن في عام 1803، اكتشفوا سجلات أبرشية آير التي تشير إلى أن تاريخ ميلاده كان في الواقع 25 يناير 1759  منذ ذلك الحين، تم عقد العشاء في 25 يناير أو حوالي ذلك التاريخ.

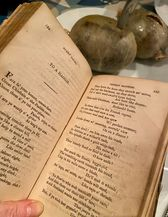
الشعر المرافق لأكل الهاجيس

### الطبق الرئيسي

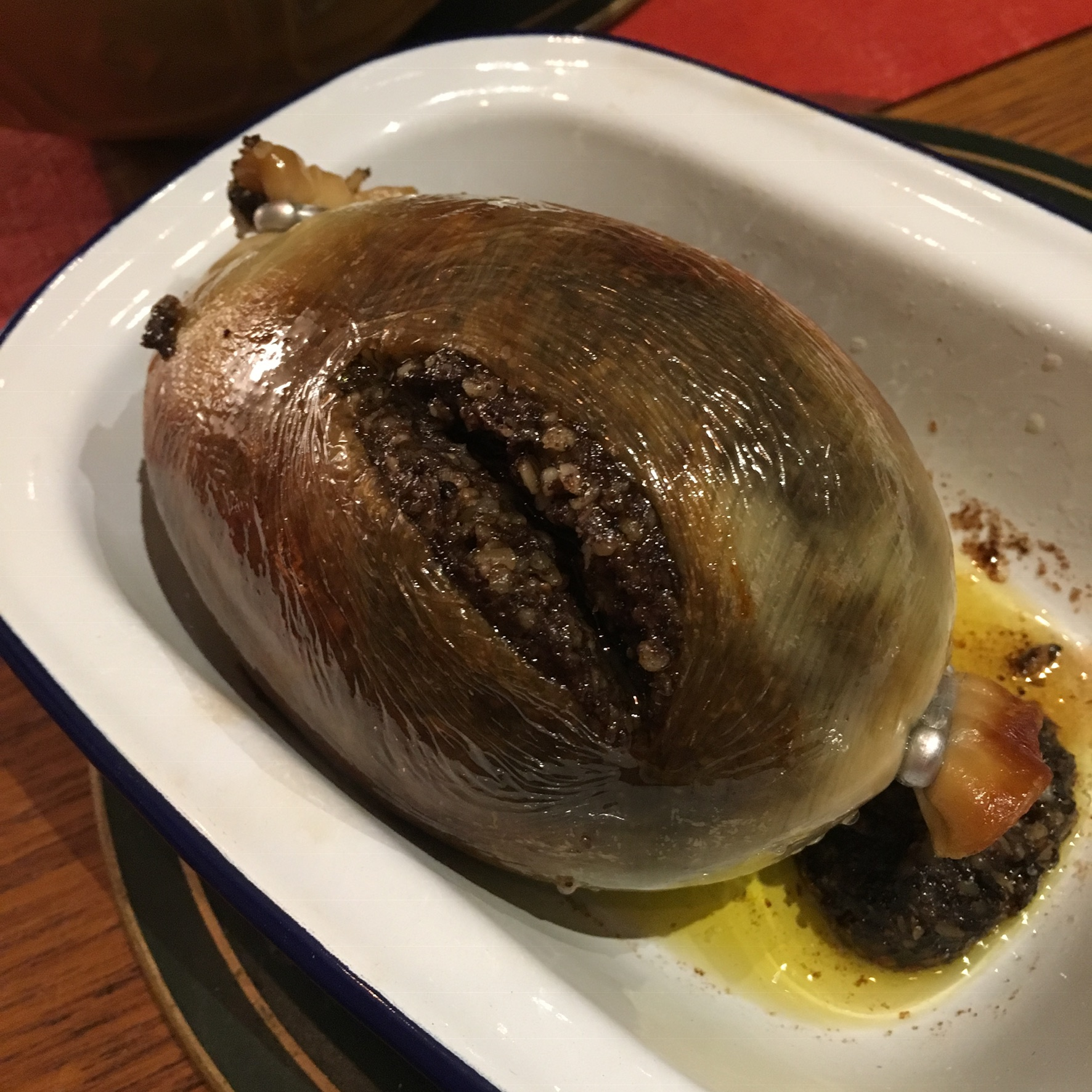
هاجيس مطبوخ

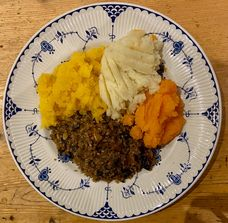
هاجيس ونيب وتاتي على طبق.

في نهاية القصيدة، سيتم تقديم نخب الويسكي إلى الهاجيس، وستجلس الشركة لتناول الوجبة. يتم تقديم الهاجيس تقليديًا مع البطاطس المهروسة (تاتيه) واللفت السويدي المهروس (نيبس). 

## روابط خارجية
- عشاء عام 2007 لنادي ماوشلين بيرنز، مع شرح لكل مرحلة
- تلاوة خطاب إلى هاجيس
- مخاطبة Unco Guid أو الصالحين بشكل صارم
- تسجيل فيلم لعشاء بيرنز رقم 145 من عام 1971 في نادي إيرفين بيرنز .
- أكبر عشاء للحروق
- بي بي سي - روبرت بيرنز - القراء